# Кхао Сок
Кхаосок (тайск. อุทยานแห่งชาติเขาสก) — национальный парк, один из крупнейших национальных парков на юге Таиланда в провинции Сураттани, площадью 739 км²., расположен на перешейке, разделяющем Андаманское море и Сиамский залив. Основан 22 декабря 1980 года. Расстояние от Кхаосока до ближайшей точки Андаманского побережья, г. Такуа Па, составляет приблизительно 50 км, до ближайшей точки Сиамского залива, г. Сурат Тани — приблизительно 120 км. Расстояние от Кхаосока до Кхаолака и Пхукета составляет 80 км и 160 км, расстояние до Краби ~180 км.
Парк известен тем, что в нем сохранился очень древний тропический лес, который насчитывает миллионы лет в своей истории. Главная достопримечательность национального парка Кхаосок — его большое водохранилище Чео Лан.

## Галерея

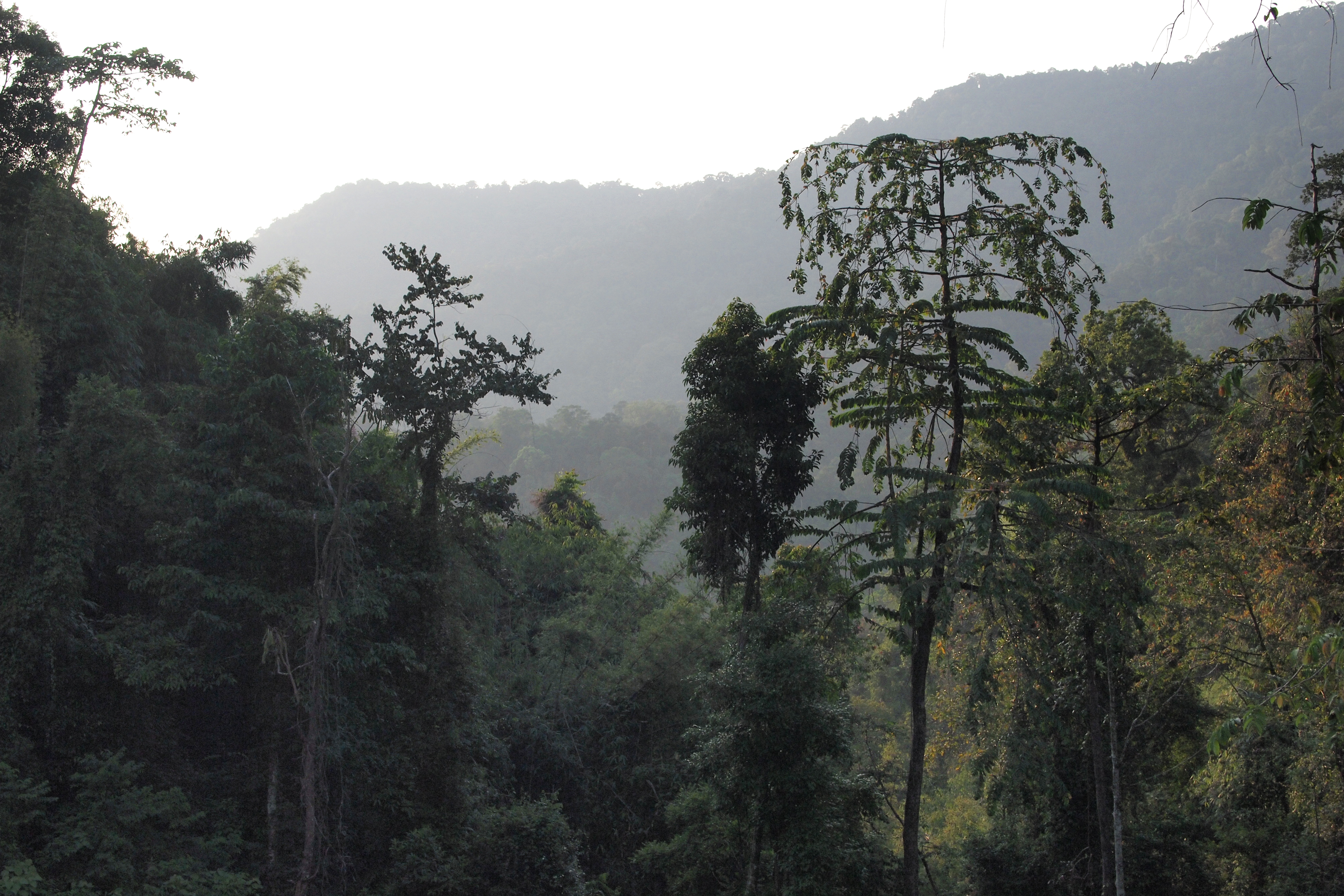
Тропический дождевой лес.
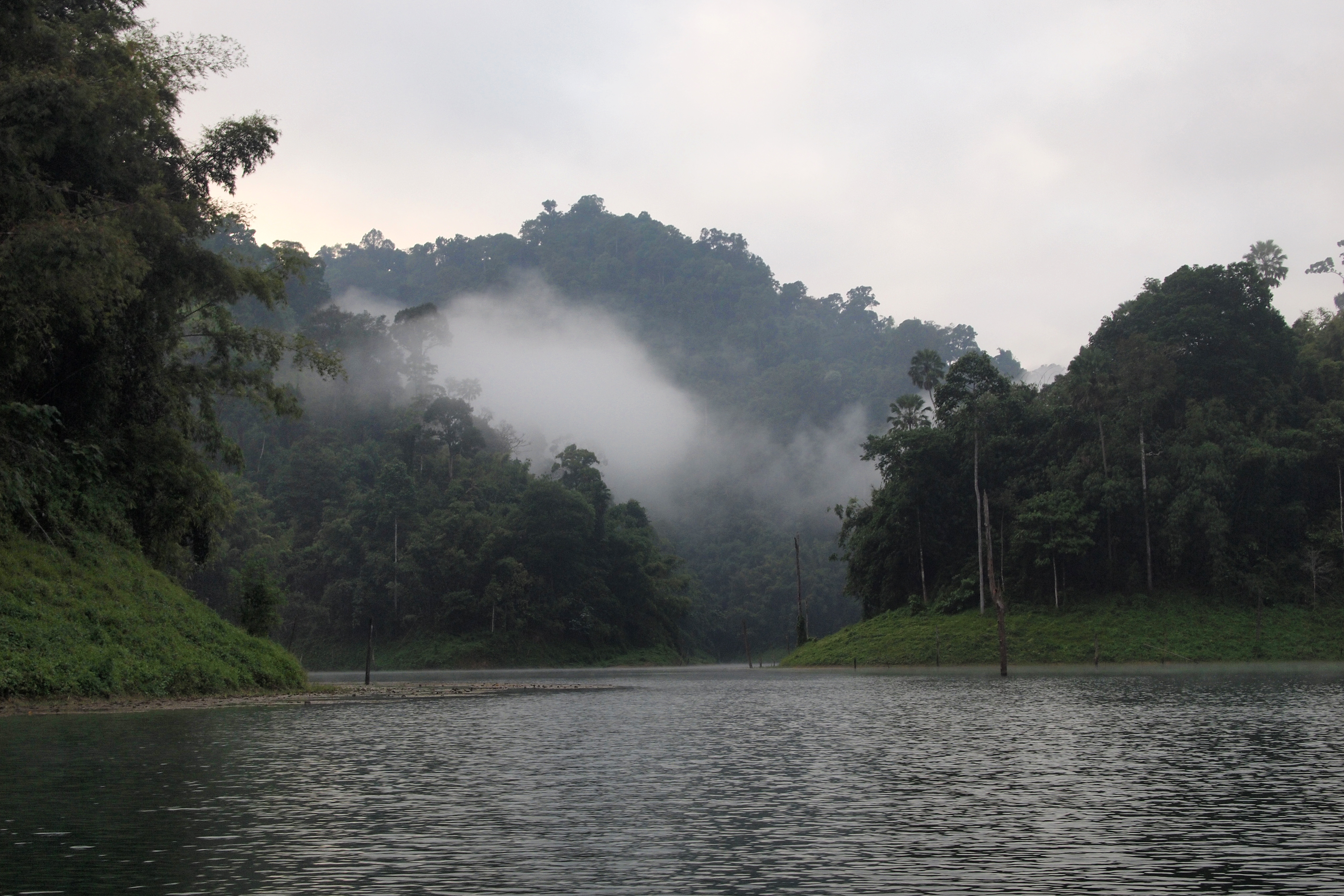
Раннее утро на Чео Лан.
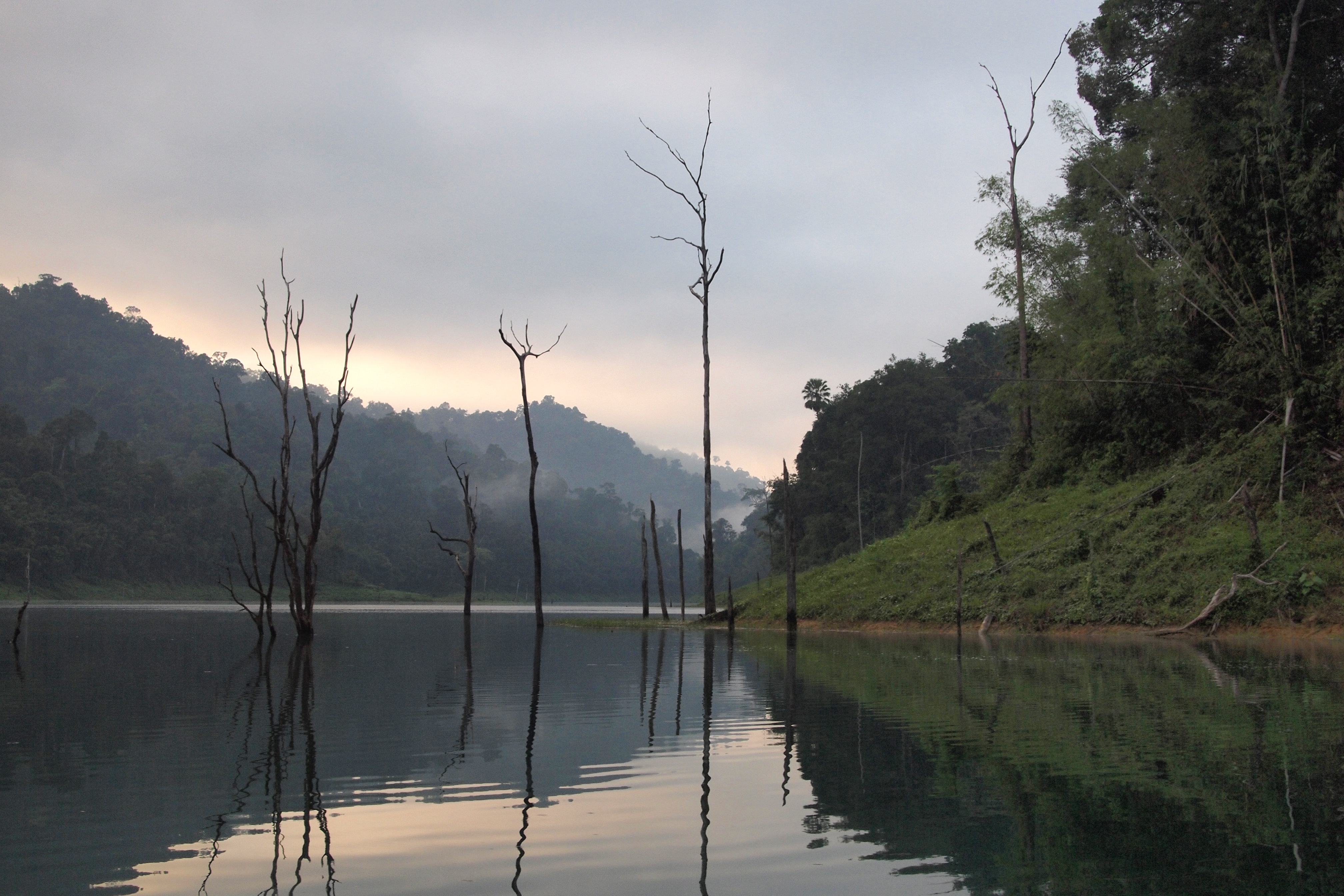
Раннее утро на Чео Лан.
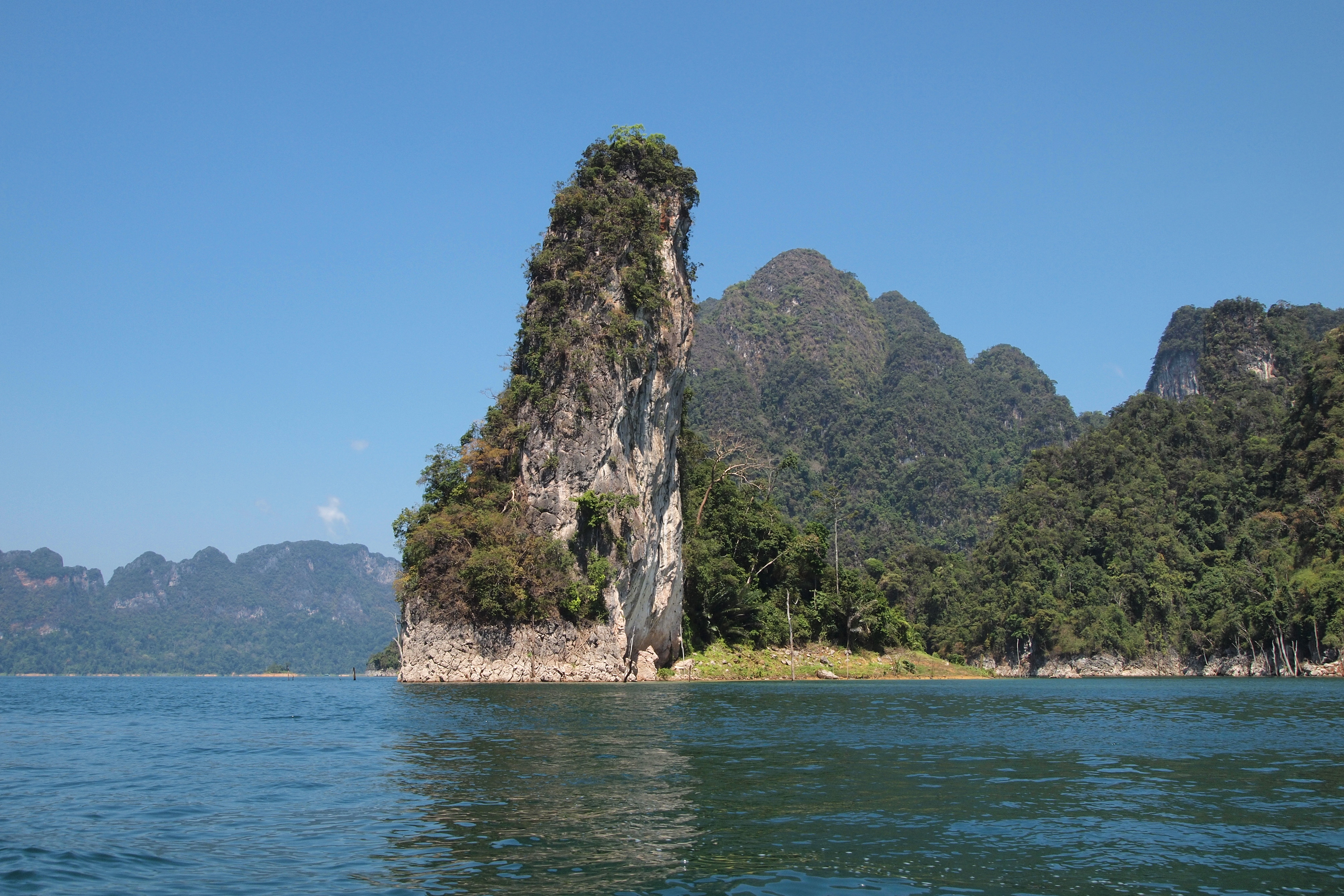
Карстовые образования водохранилища Чао Лан.
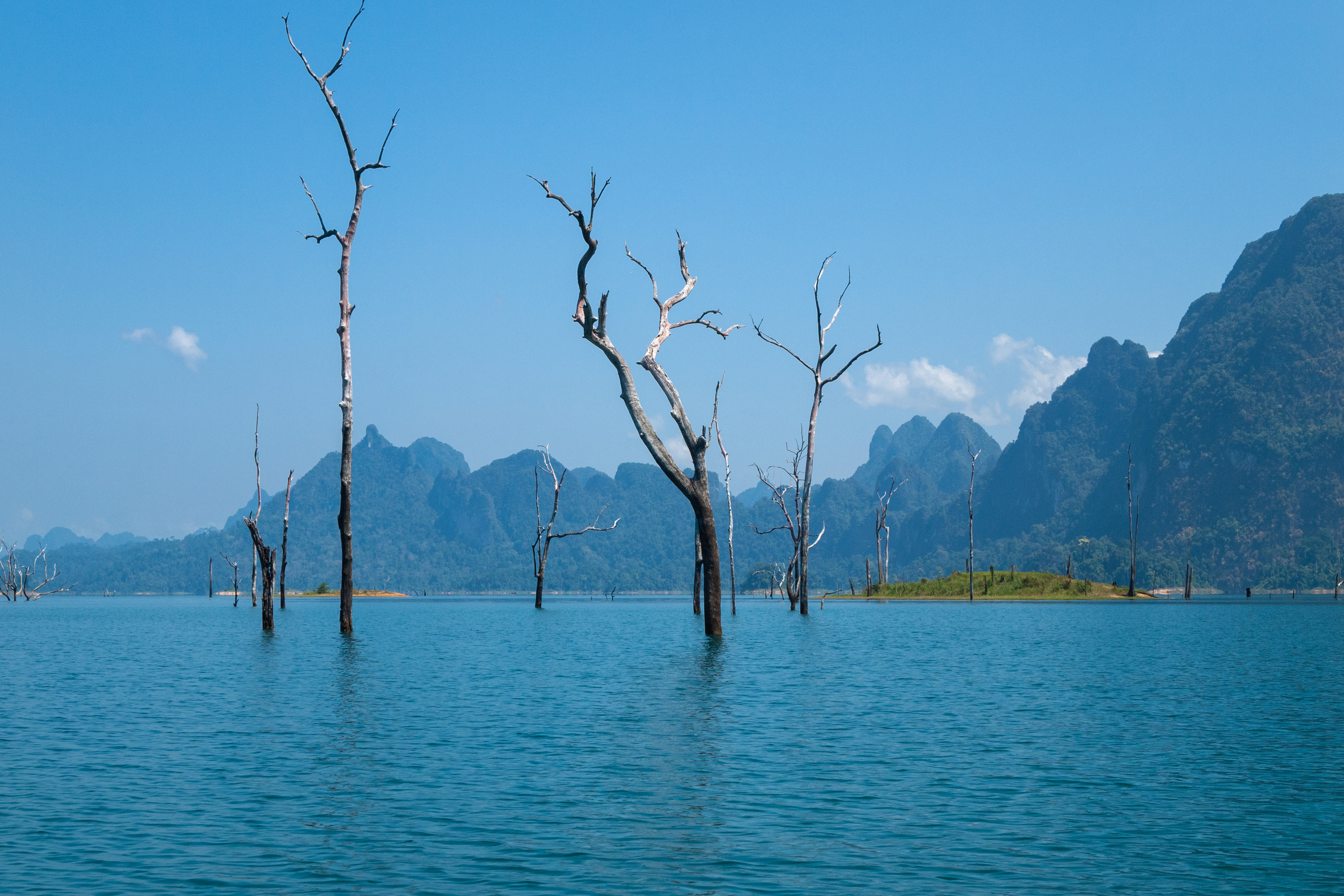
Деревья на водохранилище.